# André Dũng-Lạc
Saint André Dũng-Lạc (en vietnamien: Anrê Trần An Dũng Lạc), né en 1795 et mort (exécuté) à Hanoi le 21 décembre 1839, était un prêtre catholique vietnamien qui fut exécuté par décapitation sous le règne de Minh Mạng. Considéré comme martyr pour la foi par l'Église catholique, il fut canonisé en 1988. Liturgiquement, il est commémoré le 24 novembre, avec l'ensemble du groupe des martyrs vietnamiens et le 21 décembre individuellement .

## Biographie
Anrê Trần An Dũng Lạc est né en 1795. À la naissance, il fut baptisé sous le nom d'Anrê Dũng, André en vietnamien. Il fut ordonné prêtre le 15 mars 1823. 
Engagé dans le service paroissial il fut plusieurs fois arrêté, puis relâché après le paiement d'une rançon par ses paroissiens. Durant la persécution, il changea son nom pour Lạc afin d'éviter d'être capturé. C'est pourquoi il est connu sous le nom d'André Dũng Lạc.

## Commémoration liturgique
Le saint prêtre André Dũng-Lạc est commémoré le 24 novembre, avec tous les Martyrs du Viêt-Nam des XVIIe, XVIIIe et XIXe siècles, c'est-à-dire de 1625 à 1886 et le 21 décembre individuellement.

## Annexe